# Why Do You Let Me Stay Here?
Singles de She and Him
In the Sun
(2010)
Pistes de Volume One
Sentimental Heart
(1) This Is Not A Test
(3)
Why Do You Let Me Stay Here? est une chanson interprétée par le groupe musical She and Him, paru sur l'album Volume One, puis en single en janvier 2008.

## Historique

### Réception critique
Le magazine Rolling Stone l'a classé à la 64e place de sa liste des « 100 meilleurs singles de l'année 2008 » étant donné qu'il est « un duo rétro-pop avec un chant mélodieusement plaintif ».

## Crédits
- Paroles et musique, chants et piano :  Zooey Deschanel
- Guitare : M. Ward
- Percussions et basse : Mike Coykendall